# نقشه‌های معنا
نقشه‌های معنا (انگلیسی: Maps of Meaning) کتابی از جردن پیترسن است که در سال ۱۹۹۹ در کانادا توسط انتشارات روتلج منتشر شد. این کتاب نظریه‌ای را پیرامون این‌که انسان‌ها چگونه معنا می‌سازند، توصیف می‌کند و آن را با شناخت مدرنی که از نحوه کار مغز داریم، تطبیق می‌دهد.

## محتوا
هدف اصلی پیترسون از نوشتن این کتاب بررسی دلایل و انگیزه‌های فردی یا گروهی درگیر در کشمکش‌های اجتماعی بوده، که منجر به کشتار یا جنایات قساوت‌آمیزی همچون گولاگ، هولوکاست و نسل‌کشی رواندا شده‌است. او اعتقاد دارد: «تحلیل اندیشه‌های دینی جهان، امکان بازتعریف مسائل بنیادین اصول اخلاقی ما را فراهم کرده و در نهایت به بنیاد یک نظام اخلاقی جهانی کمک خواهد کرد.